# Katrina Weidman
Katrina Weidman (Condado de Bucks, 2 de marzo de 1983) es una actriz e investigadora paranormal estadounidense.

## Biografía
Su pasión por lo Paranormal comenzó desde niña, ya que según ella creció en una casa embrujada y en 2006 se unió a la Paranormal Research Society. Estudió en la Universidad Estatal de Pensilvania donde se licenció en Artes teatrales.

## Carrera
En 2007 se unió a Estado Paranormal de la cadena A&E, trabajó con ellos hasta 2011.
Desde 2016 integra Encierro Paranormal, donde trabaja junto a Nick Groff.